# Poecilimon elegans
Poecilimon elegans är en insektsart som först beskrevs av Brunner von Wattenwyl 1878.  Poecilimon elegans ingår i släktet Poecilimon och familjen vårtbitare. Inga underarter finns listade i Catalogue of Life.